# Vojtěch Václav z Klebelsbergu
Vojtěch Václav hrabě z Klebelsbergu a Thumburgu (Adalbert Wenzel Malachias Karl Borromäus Reichsgraf von Klebelsbelrg und Thumburg) (3. listopadu 1738, Libořice – 20. ledna 1812, Praha) byl český šlechtic a rakouský politik. Řadu let zastával funkce ve správě Českého království, nakonec byl nejvyšším maršálkem (1803–1812). Vlastnil statky v severních Čechách (Třebívlice).

## Životopis

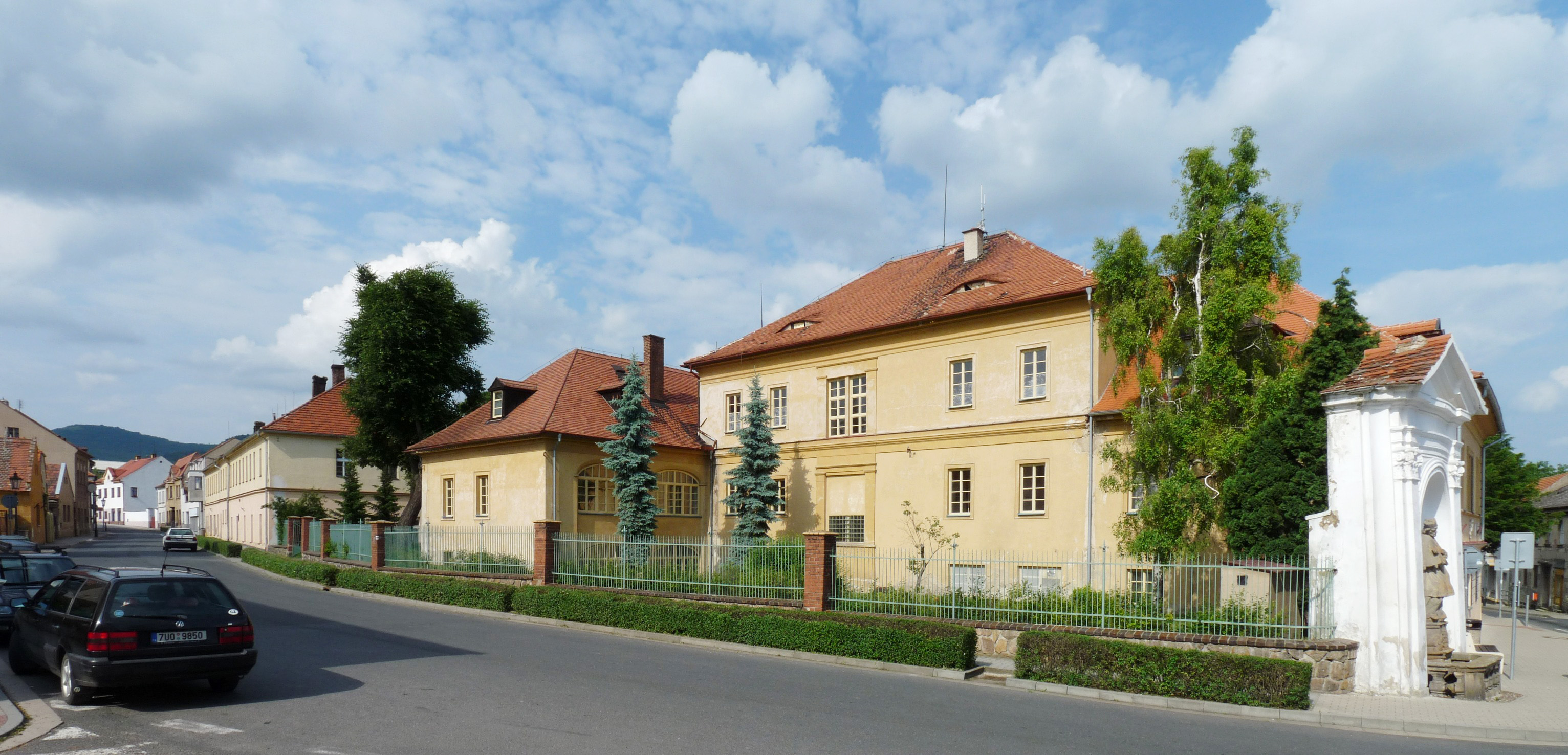
Zámek Třebívlice, hlavní sídlo hrabat z Klebelsbergu

Pocházel z tyrolské šlechtické rodiny, která od 17. století vlastnila statky v severních Čechách a v roce 1733 získala říšský hraběcí titul. Narodil se na jednom z rodových sídel na zámku v Libořicích jako nejmladší syn hraběte Josefa Klementa z Klebelsbergu (1695–1757) a jeho manželky Ludmily Juliány z Lisova, po otci zdědil panství Třebívlice se statkem Děčany. Během jeho éry došlo k přestavbě třebívlické tvrze na zámek. Od mládí působil ve správě Českého království, od roku 1762 byl radou apelačního soudu a od roku 1767 zemským soudcem. Díky dvěma sňatkům (Gabriela Lažanská, Antonie Kolovratová) pronikl mezi nejvyšší českou šlechtu s vlivnými konexemi, což předurčilo jeho další kariéru ve správě Českého království. Dlouhodobě zastával funkci hejtmana Nového Města Pražského (1769–1791), poté byl nejvyšším komorníkem Českého království (1791–1804[zdroj?]) a nakonec nejvyšším maršálkem (1803–1812). V Praze sídlil v paláci na rohu Voršilské a Ostrovní ulice, který byl zbořen koncem 19. století. Za zásluhy byl nositelem Leopoldova řádu. Zemřel ve svém pražském paláci, pohřben byl v Třebívlicích.

## Rodina
Byl dvakrát ženatý. Poprvé se oženil v roce 1764 v Manětíně s hraběnkou Gabrielou Lažanskou z Bukové (1737–1772), dcerou plzeňského krajského hejtmana Maxmiliána Václava Lažanského z Bukové. Z tohoto manželství pocházela dcera Anna (1772–1841), provdaná za barona Františka Hildprandta (1771–1843). Po ovdovění se Václav Vojtěch z Klebelsbergu oženil podruhé v roce 1773 s hraběnkou Antonií Krakovskou z Kolovrat (1736–1799), dcerou nejvyššího purkrabího Filipa Krakovského z Kolovrat. Antonie po své tetě Marii Anně Šlikové zdědila v roce 1771 statek Čakovice u Prahy, kde v letech 1773–1785 nechala přestavět zámek. Byla císařovninou dvorní dámou a dámou Řádu hvězdového kříže. Měli spolu tři syny, z nichž významného postavení v politice i ve společenském dění v Čechách dosáhl prostřední František Josef (1774–1857), který po matce zdědil v roce 1799 Čakovice a po otci v roce 1812 Třebívlice.
Jeho švagry byli Leopold Vilém z Kolovrat (1728–1809), Prokop Lažanský z Bukové (1741–1804), prostřednictvím sňatku svého staršího bratra, generálmajora Prokopa Zikmunda z Klebelsbergu, byl spřízněn také s Aloisem Ugartem (1749–1817). Tito tři zastávali v letech 1782–1817 funkci nejvyššího kancléře (Kolovrat 1782–1796, Lažanský 1796–1802, Ugarte 1802–1817).